# Parque de Cataluña

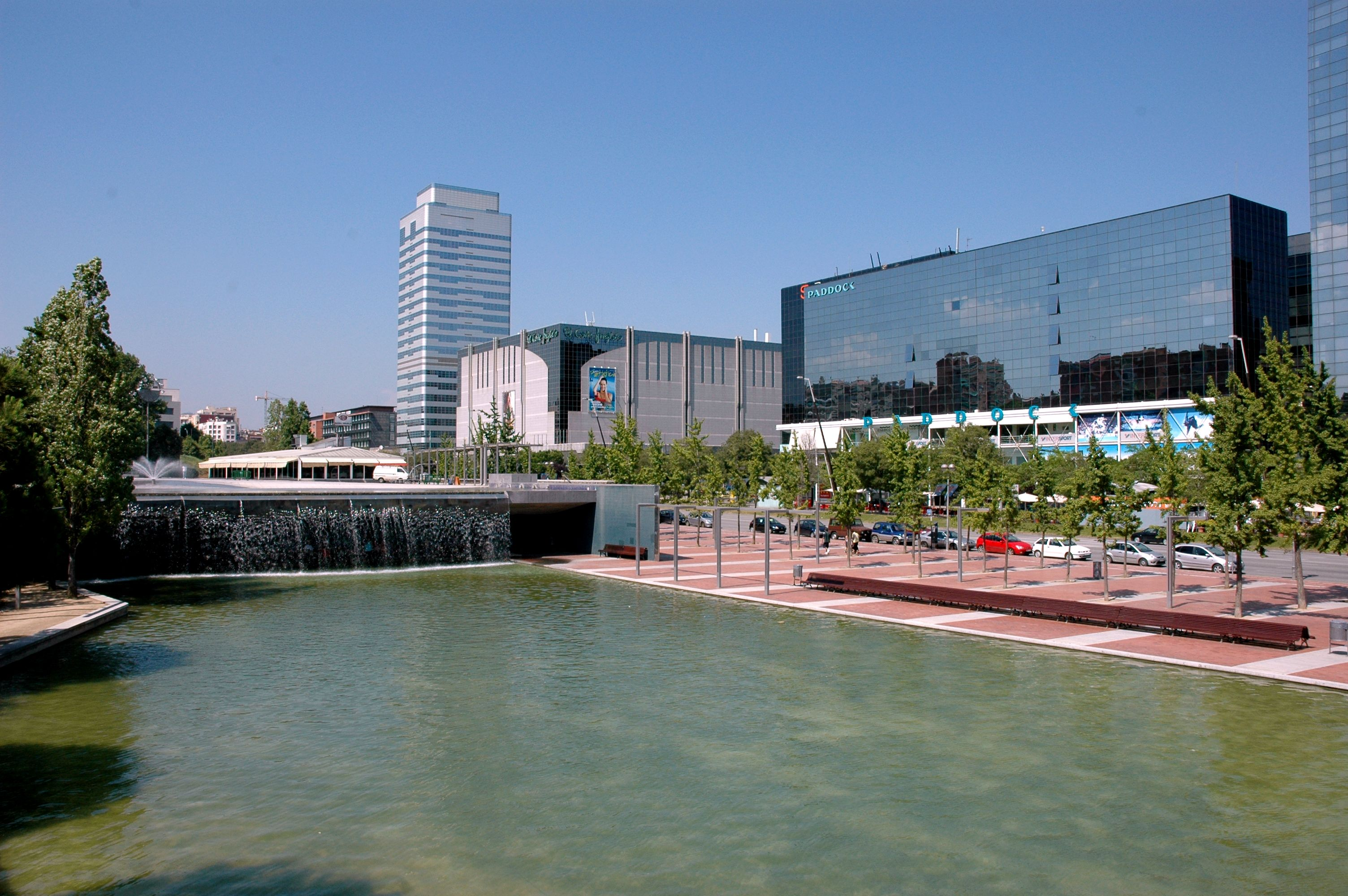
Parque de Cataluña

El parque de Cataluña (en catalán: parc de Catalunya) es un parque público situado en el municipio de Sabadell, dentro de la zona conocida como el Eje Macià, que se inauguró en 1992. Ocupa una extensión de 43 hectáreas, desde el eje Macià hasta Can Rull, donde se encuentra la masía de Can Rull, una casa basilical con vestigios arquitectónicos del siglo XV.

## Historia
El primer proyecto de parque se realizó por los arquitectos Josep Renom y Joaquim Manich en 1929, aunque no se llevó a cabo. 
En 1977 se aprobó un plan para construir 3300 viviendas en los terrenos del parque. Setenta y cinco entidades ciudadanas de Sabadell presentaron recursos contra el plan —que se aprobó igualmente— y emprendieron otras acciones a favor del parque, como un intento de plantada de árboles, en 1979, que fue prohibido por el gobernador civil. 
El ayuntamiento democrático surgido de las elecciones de 1979 inició el proceso para modificar el plan general y empezó a comprar terrenos. En 1984 el ayuntamiento llegó a ser propietario de un 90% de terrenos del parque y convocó un concurso de ideas. En 1986 se presentó el proyecto de ordenación del parque, realizado por los arquitectos Joan Roig y Enric Batlle. Miembros de 170 entidades de Sabadell plantaron árboles en el parque.
En 1988 se aprobó definitivamente el cambio de plan de ordenación para construir el Eje Macià y el parque de Cataluña. Un convenio con el INCASOL facilitó la operación Eje Macià, con la construcción de comercios y oficinas. Los beneficios de esta operación se invirtieron íntegramente en la construcción del parque. En 1989 comenzaron las obras y, en 1992, se inauguró la primera fase. En 1993 entró en servicio el observatorio astronómico y, en 1996, la urbanización del sector Can Rull y el tren en miniatura.

## Lago artificial
El lago artificial del parque de Cataluña tiene una capacidad de unos seis millones de litros. Se llena con el agua de un pozo que es tratada y filtrada para obtener un ecosistema equilibrado. Se lleva un control periódico de la calidad del agua del lago, así como de la red de las fuentes públicas. El salto de agua de cuatro metros de altura junto con el manantial de la parte central forman una visión espectacular. El estanque superior del lago se alimenta de cinco chorros de agua, mientras que en el estanque inferior hay unos manantiales en las partes vacías con las letras parque de Cataluña.

## Observatorio astronómico
En la parte más alta del parque hay ubicado un observatorio astronómico. Es un edificio municipal gestionado por la Agrupación Astronómica de Sabadell, entidad de gran prestigio en el mundo científico y con gran número de socios. Hay una exposición permanente, una biblioteca y el telescopio privado más grande de Europa. Se realizan sesiones públicas de observación a horas convenidas. Tiene un auditorio para cuarenta personas.

## Equipamientos
El parque tiene un anfiteatro para conciertos y actuaciones, un embarcadero (disponen de quince barcas y cinco patines para alquilar), un ferrocarril en miniatura, una pista de hielo (solo en invierno), una pista de patines y monopatines, una pista urbana de bicitrial, una zona de recreo para perros, un parque infantil, una zona con aparatos de gimnasia para personas mayores, un área de pícnic y WiFi.

Equipamientos
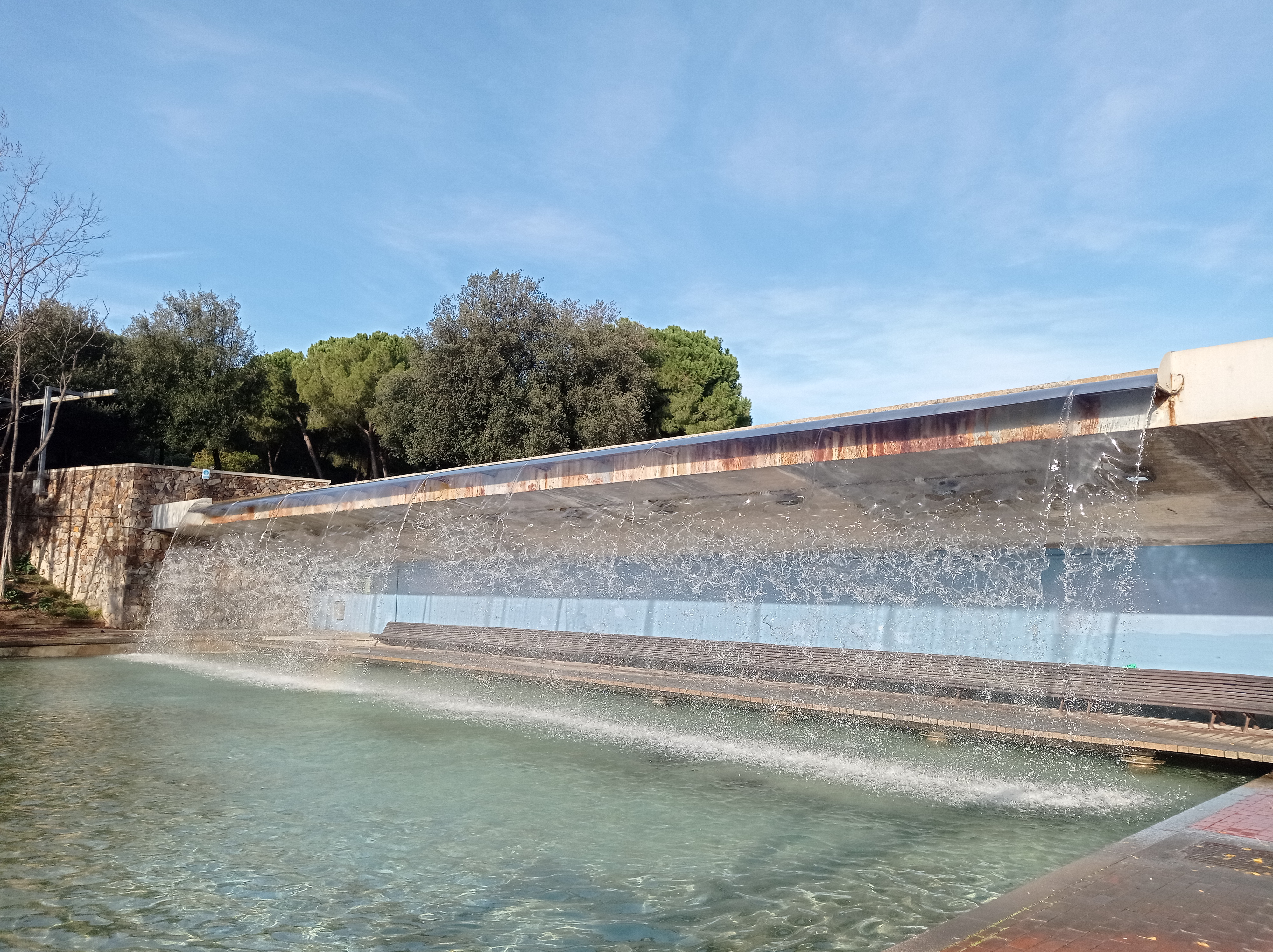
Cascada
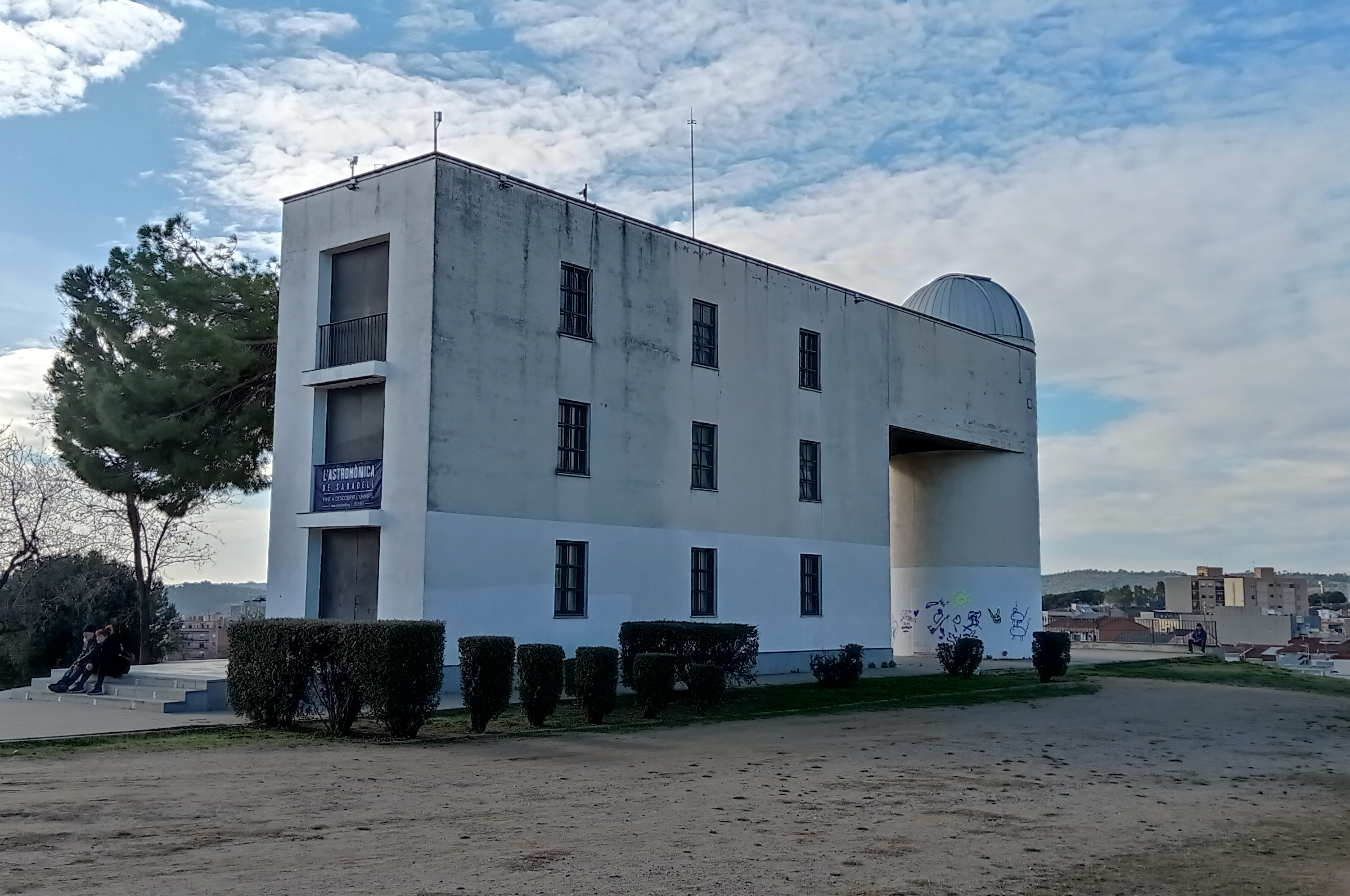
Observatorio de la Agrupación Astronómica de Sabadell
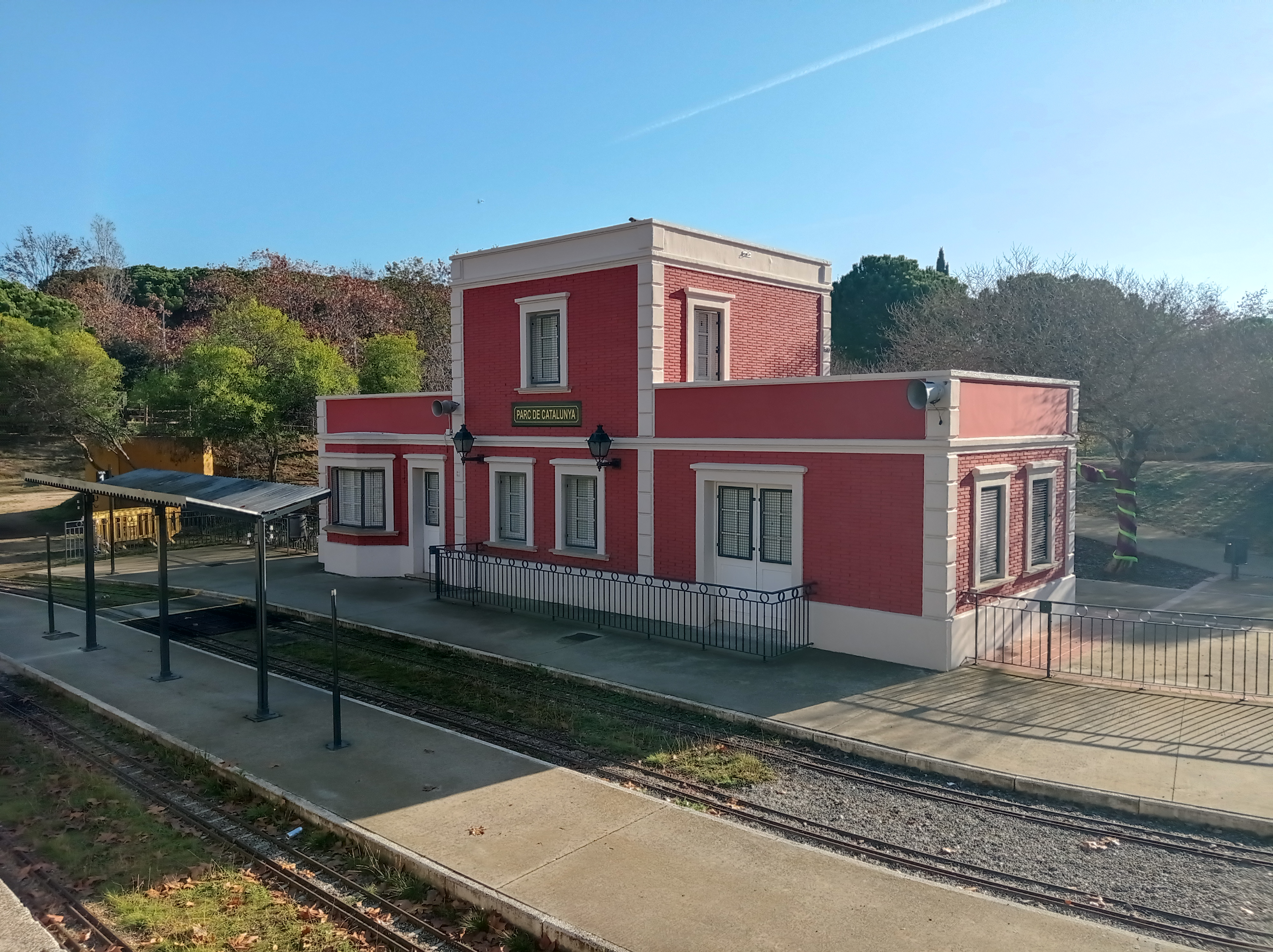
Estación del tren en miniatura
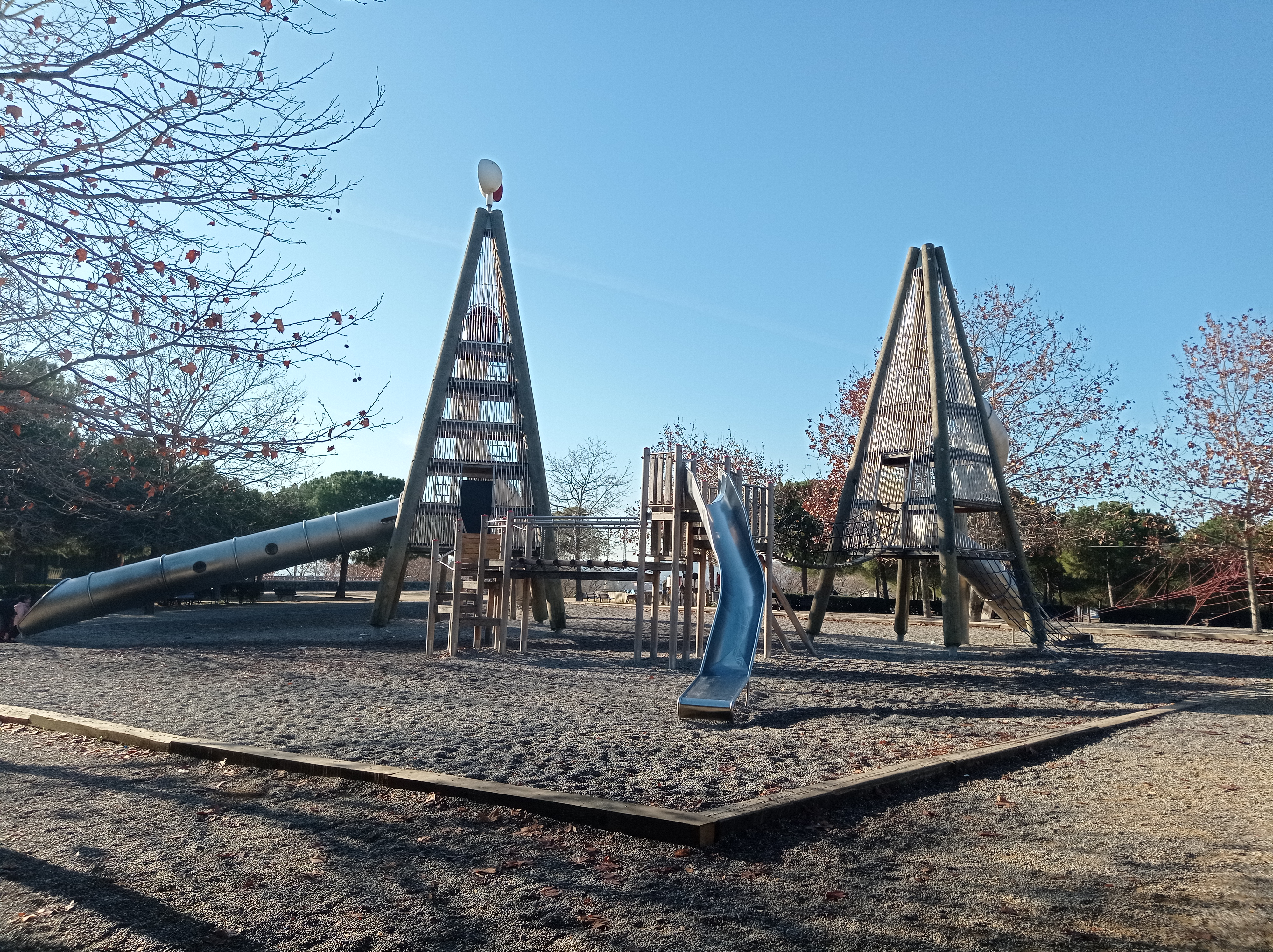
Zona infantil
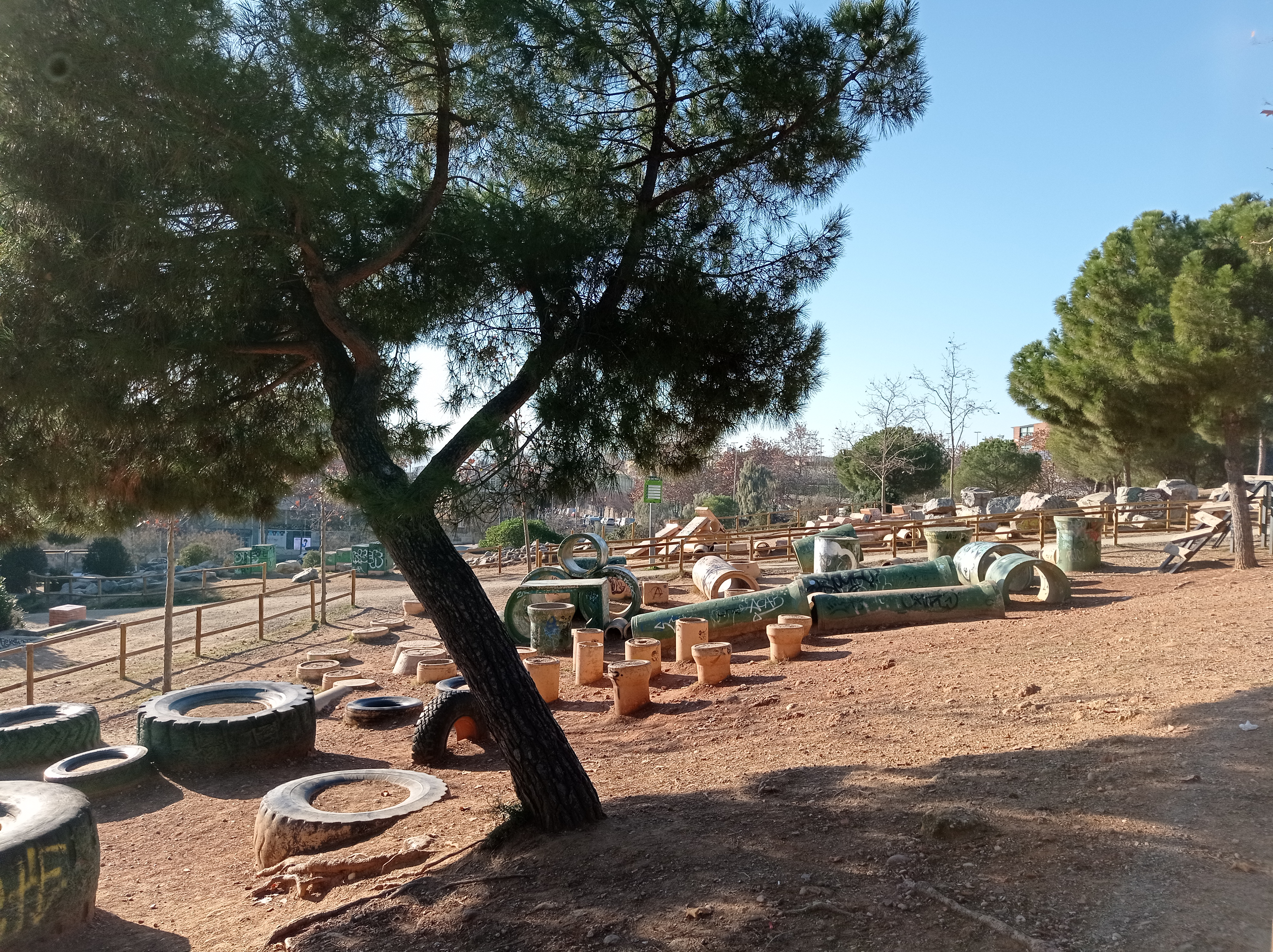
Circuito de bicitrial

## Arte público
En el parque hay varias esculturas urbanas: Árbol de hierro, de Antoni Marquès (1986); Sabadell al balonmano (1994), de Joan Vila-Puig Morera; A de barca (1996), de Joan Brossa y Antoni Marquès; A Ernest Lluch (2001); A Lluís Companys (2005); A Cataluña y el Estatuto (2006); Memorial en recuerdo de las víctimas del terrorismo (2010); y El hombre de bronce (2011), de Agustí Puig, dedicada a Antoni Farrés, alcalde de Sabadell entre 1979 y 1999.

Esculturas
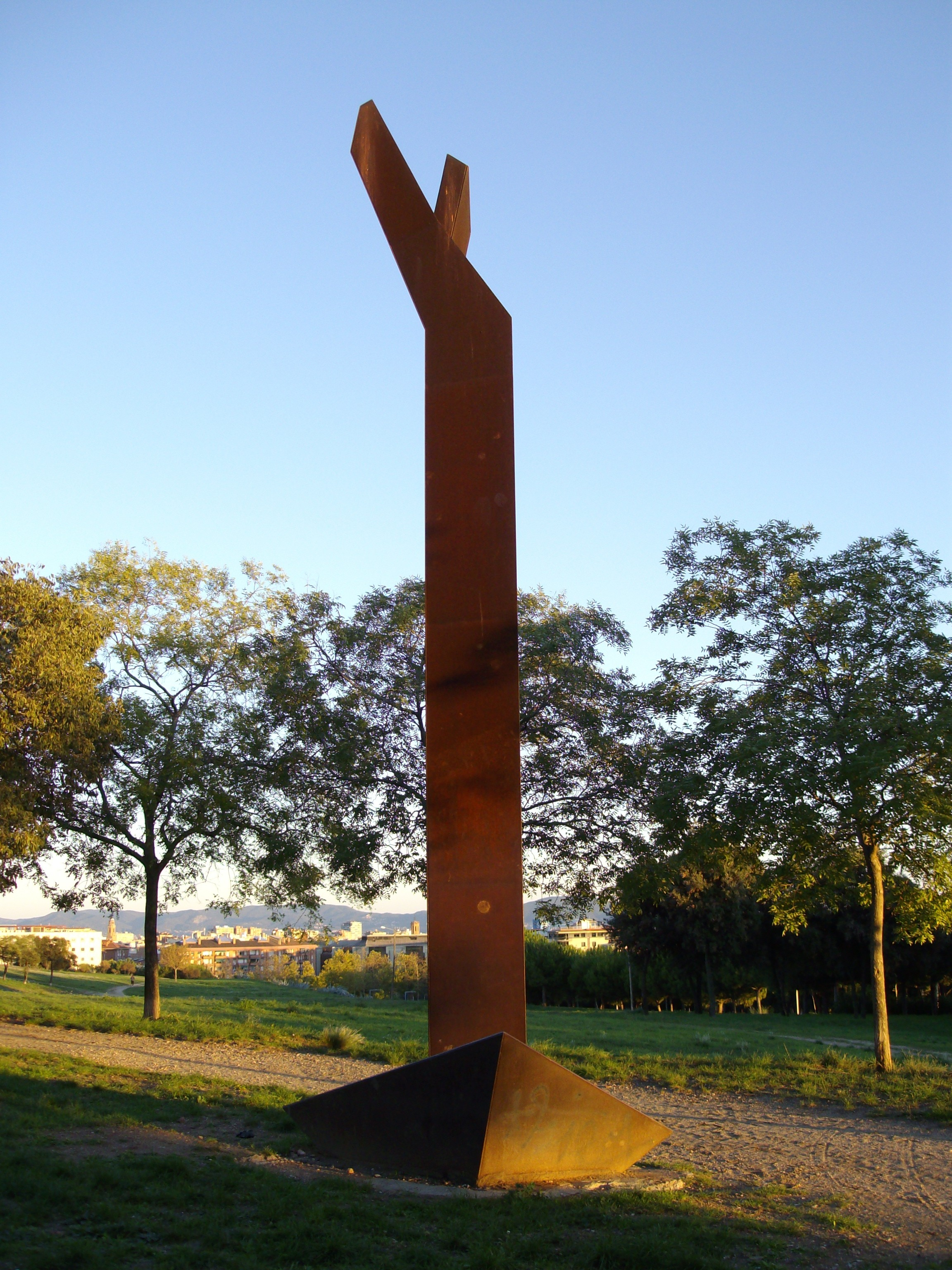
Árbol de hierro (1986), de Antoni Marquès
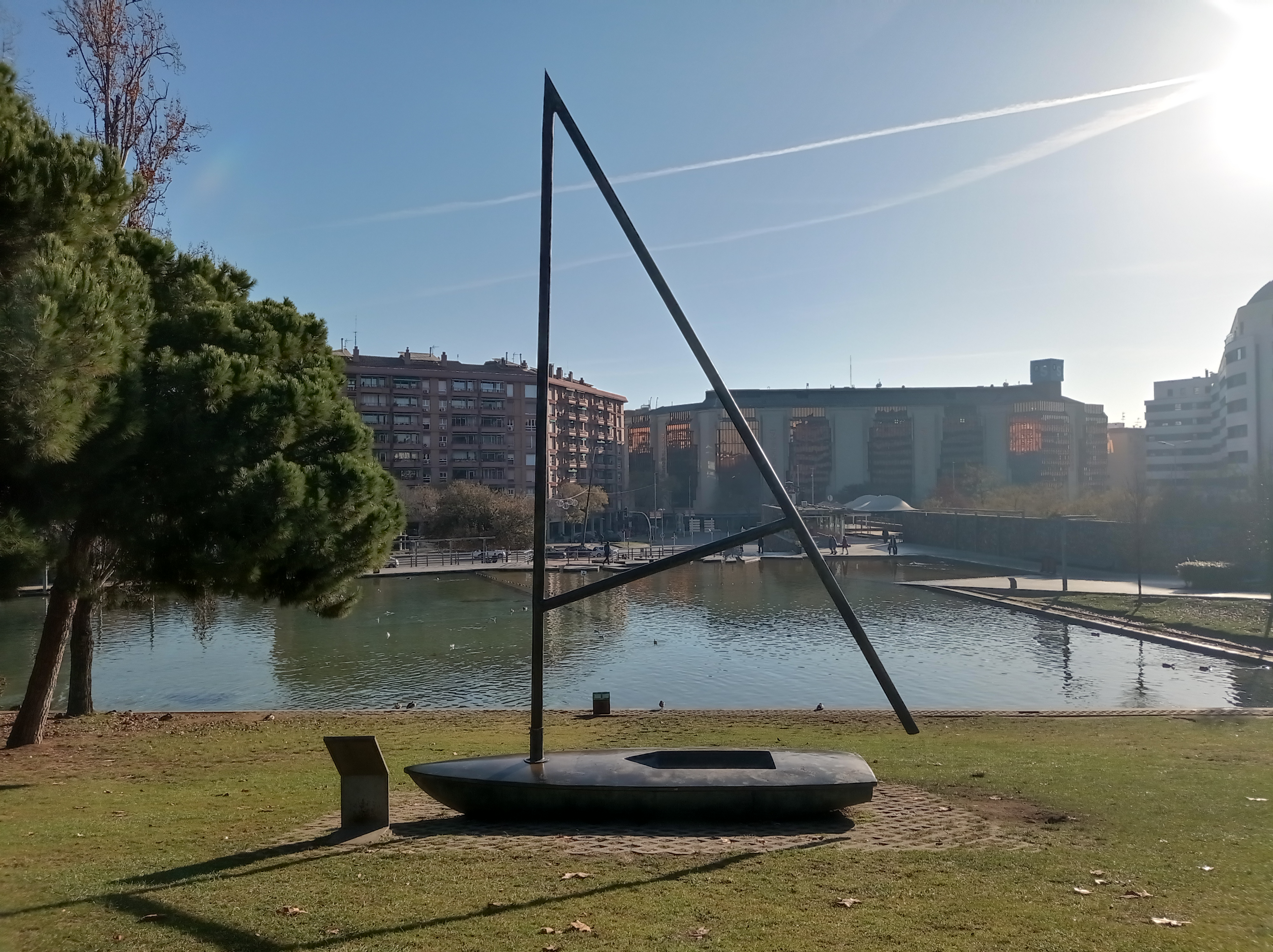
A de barca (1996), de Joan Brossa y Antoni Marquès
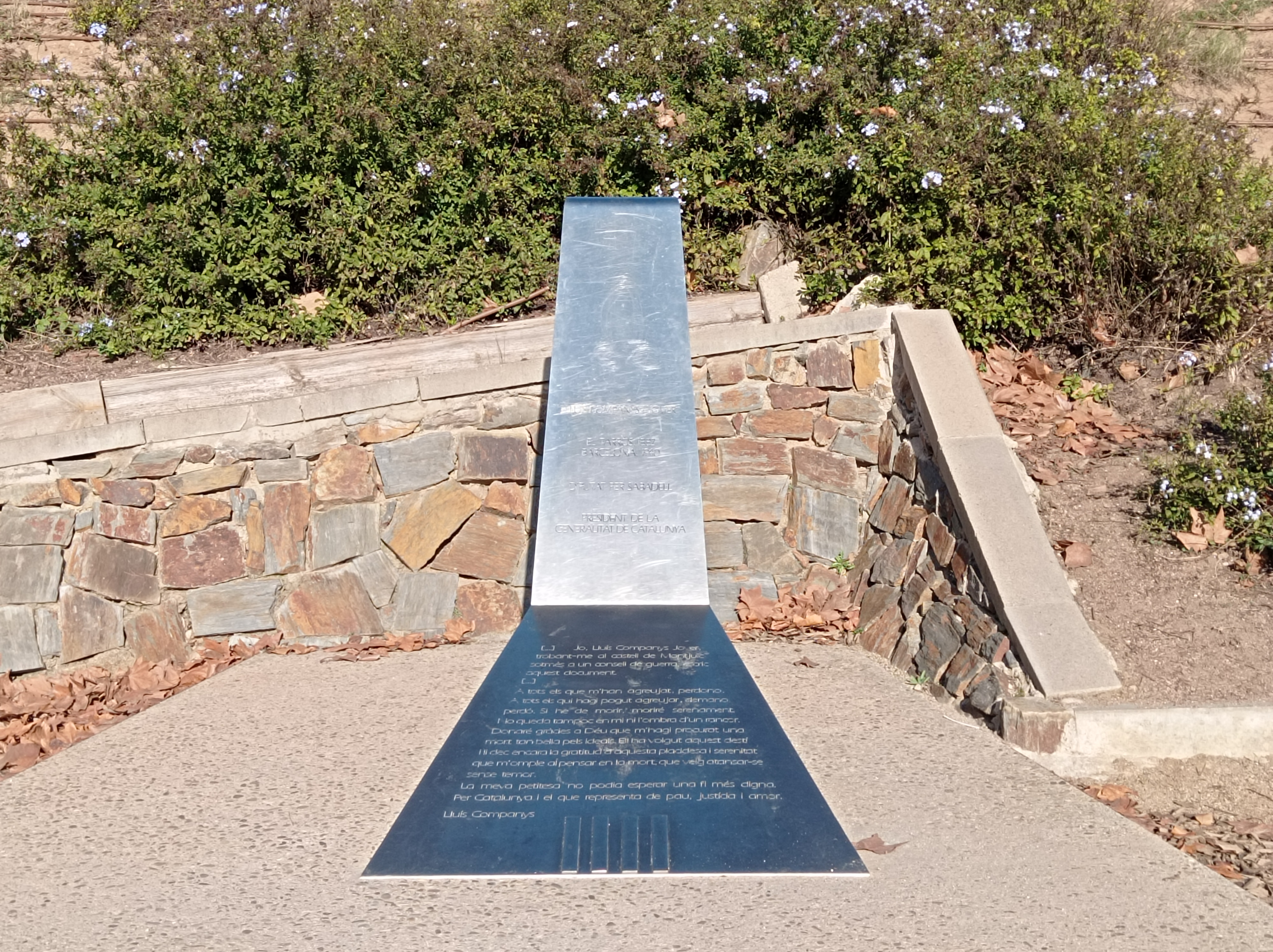
A Lluís Companys (2005)
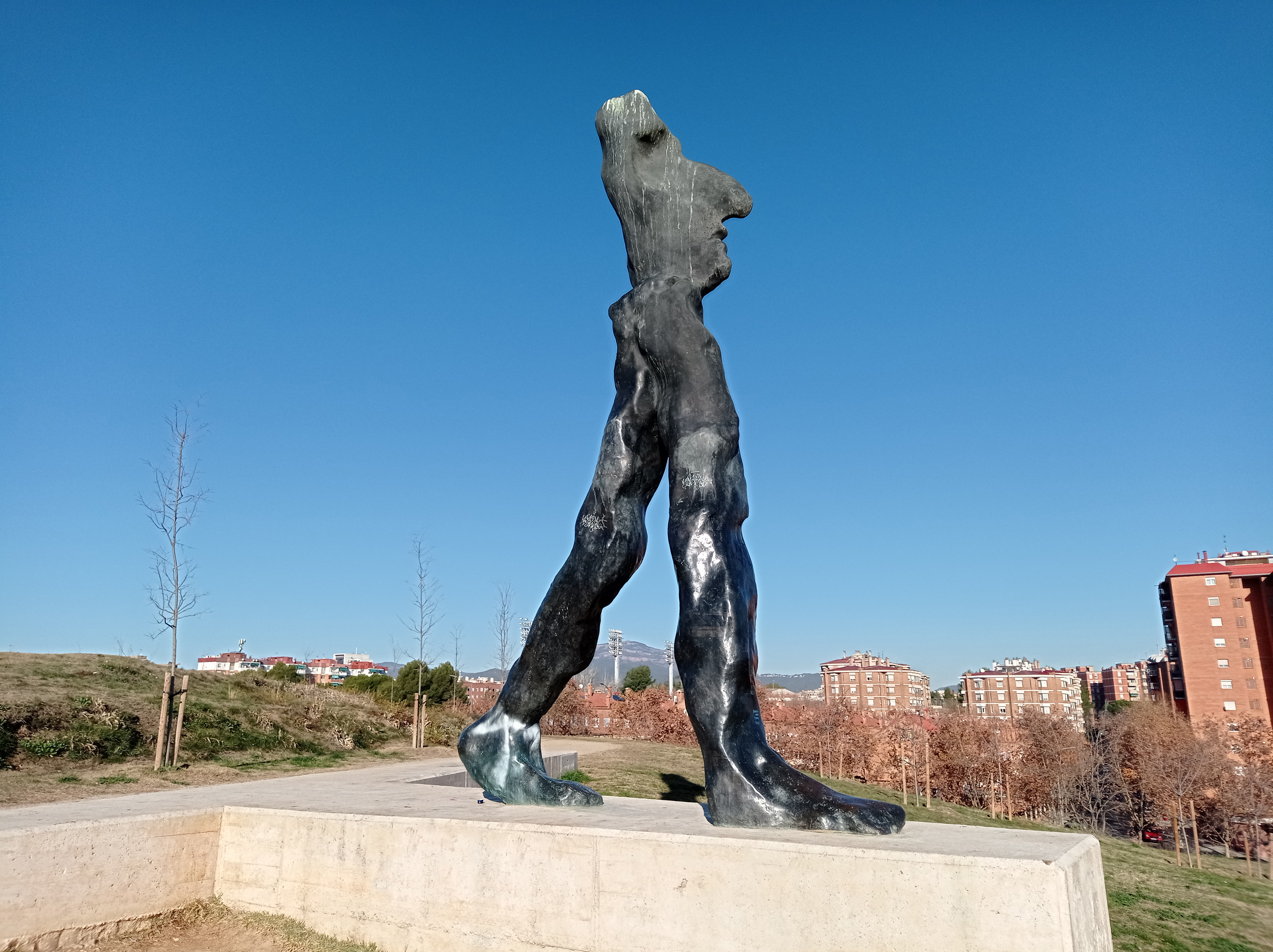
El hombre de bronce (2011), de Agustí Puig

## Flora y fauna

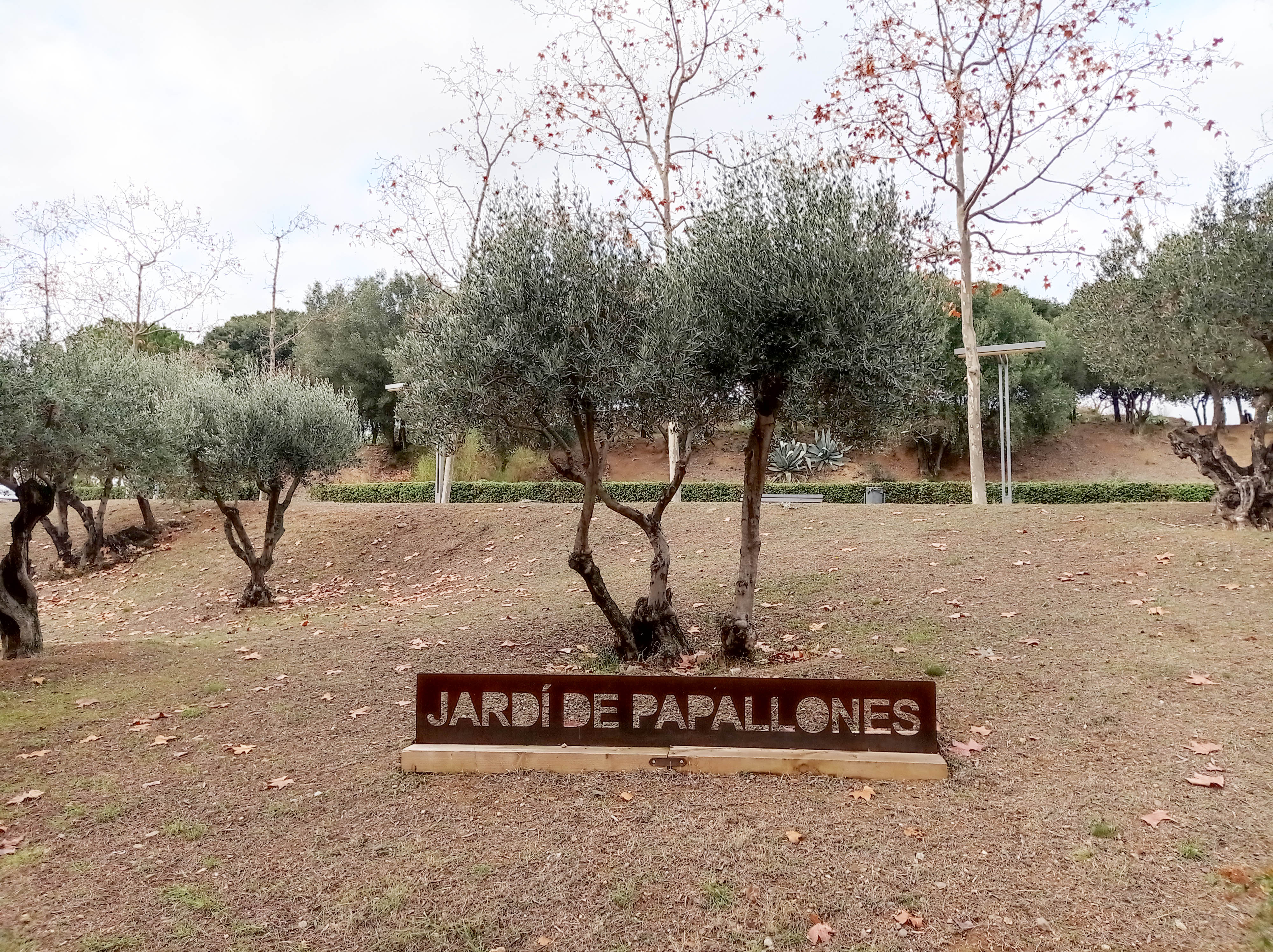
Jardín de mariposas

En el parque hay diversas especies vegetales, entre las que destacan: la encina (Quercus ilex), el almendro (Prunus dulcis), el árbol del amor (Cercis siliquastrum), la catalpa (Catalpa bignonioides), el almez (Celtis australis), el cinamomo (Melia azedarach), el olivo (Olea europaea), el olmo (Ulmus pumila), el peral de flor (Pyrus calleryana), el pino blanco (Pinus halepensis), el pino piñonero (Pinus pinea), el plátano (Platanus × acerifolia), la falsa acacia (Robinia pseudoacacia), el roble (Quercus pubescens), la sófora (Styphnolobium japonicum), el aligustre (Ligustrum lucidum), el ginkgo (Ginkgo biloba), el álamo negro (Populus nigra italica), el álamo blanco (Populus alba), el ciprés (Cupressus sempervirens), la adelfa (Nerium oleander), el lentisco (Pistacia lentiscus), el laurel (Laurus nobilis), el mióporo (Myoporum laetum) y el mirto (Myrtus communis).
También se encuentran numerosas aves, entre las que cabe señalar: el ánade real (Anas platyrhynchos), la paloma bravía (Columba livia), la cotorra argentina (Myiopsitta monachus), la lavandera blanca (Motacilla alba), la garcilla bueyera (Bubulcus ibis), el estornino pinto (Sturnus vulgaris), el verdecillo (Serinus serinus), la urraca (Pica pica), la gaviota patiamarilla (Larus michahellis), el mito (Aegithalos caudatus), el gorrión común (Passer domesticus), el gorrión molinero (Passer montanus), el agateador común (Certhia brachydactyla), la curruca cabecinegra (Sylvia melanocephala), la tórtola turca (Streptopelia decaocto), el verderón común (Chloris chloris), el herrerillo común (Cyanistes caeruleus), la abubilla (Upupa epops), el carbonero común (Parus major), el petirrojo (Erithacus rubecula), el mirlo (Turdus merula), el herrerillo capuchino (Lophophanes cristatus), el avión común (Delichon urbicum), el cormorán grande (Phalacrocorax carbo), la gaviota reidora (Chroicocephalus ridibundus), la garza real (Ardea cinerea), el colirrojo tizón (Phoenicurus ochruros), el vencejo (Apus apus), el vencejo real (Tachymarptis melba), el cernícalo (Falco tinnunculus), la golondrina (Hirundo rustica), el pinzón vulgar (Fringilla coelebs), el jilguero (Carduelis carduelis) y la paloma torcaz (Columba palumbus).